# Selah (banda)
Selah es un trío vocal de música cristiana contemporánea y góspel oriundo de Tennessee- Estados Unidos. Actualmente conformado por Amy Perry, Allan Hall y Todd Smith. Hasta la fecha, han lanzado nueve producciones musicales desde su primer álbum en 1999 y han ganado siete Premios Dove por parte de la Asociación de Música Góspel (GMA). Selah apareció en The 700 Club, The Hour of Power y en TBN.

## Historia

### Alineación original (1997-2004)
El grupo Selah fue fundado por los hermanos Todd y Nicol Smith y su amigo Allan Hall en 1997 y se hizo rápidamente conocido por su primer álbum lanzado en 1999 y titulado Be Still My Soul, que incluye varios himnos cristianos interpretados por Selah con un estilo moderno. Todd y Nicol, quienes pasaron gran parte de su niñez en el África negra, incluyeron elementos de la cultura africana en algunas de sus canciones y se sentían a gusto cantando en idioma kituba.
Recibieron su primer Premio Dove en la categoría "álbum inspiracional del año" en 2000, año en el que Nicol lanzó su primer álbum como solista con Curb Records. En 2001, salió a la venta el segundo álbum de Selah: Press On, también ganador del Premio Dove. En 2003, Nicol se casó con Greg Sponberg y al año siguiente lanzó Resurrection, su segundo álbum como solista. Durante ese tiempo, Todd lanzó Alive, también en solitario.

### 2005-presente
Nicol dejó el grupo en 2004 para continuar su carrera como solista y fue reemplazada por Melodie Crittenden, intérprete de música country de finales de los años 1990 que estuvo un corto tiempo con el grupo. En 2006 se lanzó el álbum Bless the Broken Road: The Duets Album, un proyecto en el cual Selah interpretó sus canciones junto a varios artistas cristianos.
Después de una audición a quince vocalistas femeninas, se eligió a Amy Perry como nuevo miembro del grupo, junto a Todd y Allan, quien empezó a tener más participación en la parte vocal.
Hasta la fecha, el grupo ha sido acreditado con seis Premios Dove, incluyendo dos nominaciones consecutivas como grupo del año. Su última producción lleva el nombre de Hope of the Broken World y salió a la venta en 2011.

## Discografía

### Álbumes
Álbumes de estudio
| 1999                                                     | Be Still My Soul - Fecha de lanzamiento: 18 de mayo de 1999 - Sello discográfico: Curb Records                        | 24 | 33 | — | — | —   |
| 2001                                                     | Press On - Fecha de lanzamiento: 12 de junio de 2001 - Sello discográfico: Curb Records                               | 23 | 50 | — | — | —   |
| 2002                                                     | Rose of Bethlehem - Fecha de lanzamiento: 29 de octubre de 2002 - Sello discográfico: Curb Records                    | 16 | 5  | 1 | 3 | —   |
| 2004                                                     | Hiding Place - Fecha de lanzamiento: 27 de julio de 2004 - Sello discográfico: Curb Records                           | 2  | —  | 1 | — | 61  |
| 2005                                                     | Greatest Hymns - Fecha de lanzamiento: 23 de agosto de 2005 - Sello discográfico: Curb Records                        | 3  | —  | 5 | — | 117 |
| 2006                                                     | Bless the Broken Road: The Duets Album - Fecha de lanzamiento: 8 de agosto de 2006 - Sello discográfico: Curb Records | 1  | —  | — | — | 43  |
| 2007                                                     | Timeless: The Selah Collection - Fecha de lanzamiento: 9 de octubre de 2007 - Sello discográfico: Curb Records        | —  | —  | — | — | —   |
| 2009                                                     | You Deliver Me - Fecha de lanzamiento: 25 de agosto de 2009 - Sello discográfico: Curb Records                        | 4  | —  | — | — | 66  |
| 2011                                                     | Hope of the Broken World - Fecha de lanzamiento: 23 de agosto de 2011 - Sello discográfico: Curb Records              | 4  | —  | — | — | 87  |
| "—" denota que el lanzamiento no logró entrar en listas. | |    |    |   |   |     |

### Sencillos
- Be Still My Soul: Los sencillos «It Is Well With My Soul», «One Thing I Know» y «Sweet, Sweet Song of Salvation» entraron al Top 10 Inspiracional.
- Press On: «Press On» (#1 Inspiracional), «Wonderful, Merciful Savior» (#1 Inspiracional) y «Hold On».
- Rose of Bethlehem: «Joy» y «Light of the Stable» fueron los sencillos radiales.
- Hiding Place: «You Raise Me Up» ocupó la primera posición en los formatos Inspo y AC. «All My Praise» ocupó también el primer lugar.
- Bless The Broken Road: The Duets Album: «Bless The Broken Road» entró al Top 5 AC.[2]

| 2004 | «You Raise Me Up»        | 2  | Hiding Place                           |
| 2005 | «All My Praise»          | 22 | Hiding Place                           |
| 2006 | «Bless The Broken World» | 5  | Bless the Broken Road: The Duets Album |
| 2007 | «Mary Sweet Mary»        | 26 | Bless the Broken Road: The Duets Album |
| 2009 | «Hosanna»                | 30 | You Deliver Me                         |
| 2010 | «Unredeemed»             | 38 | You Deliver Me                         |
| 2010 | «You Deliver Me»         | 46 | You Deliver Me                         |
| 2011 | «Were You There»         | 45 | Press On                               |
| 2012 | «I Turn To You»          | 16 | Hope of the Broken World               |
| "—" denota que el lanzamiento no logró entrar en listas. "--" denota que la lista no existía en ese momento |                          |    |                                        |

## Premios y nominaciones
| Año  | Premio                           | Categoría                                    | Trabajo nominado                       | Resultado   |
| ---- | -------------------------------- | -------------------------------------------- | -------------------------------------- | ----------- |
| 2000 | GMA Dove Awards                  | Álbum inspiracional del año                  | Be Still My Soul                       | Ganadores   |
| 2002 | GMA Dove Awards                  | Grupo del año                                | Selah                                  | Nominados   |
| 2002 | GMA Dove Awards                  | Canción del año                              | «Press On»                             | Nominados   |
| 2002 | GMA Dove Awards                  | Canción inspiracional del año                | «Wonderful, Merciful Saviour»          | Nominados   |
| 2002 | GMA Dove Awards                  | Canción góspel tradicional del año           | «Hold On»                              | Ganadores   |
| 2002 | GMA Dove Awards                  | Álbum inspiracional del año                  | Press On                               | Ganadores   |
| 2003 | GMA Dove Awards                  | Grupo del año                                | Selah                                  | Nominados   |
| 2004 | GMA Dove Awards                  | Álbum de evento especial del año             | Next Door Savior                       | Nominados*  |
| 2005 | GMA Dove Awards                  | Grupo del año                                | Selah                                  | Nominados   |
| 2005 | GMA Dove Awards                  | Artista del año                              | Selah                                  | Nominados   |
| 2005 | GMA Dove Awards                  | Canción del año                              | «You Raise Me Up»                      | Nominados   |
| 2005 | GMA Dove Awards                  | Canción inspiracional del año                | «You Raise Me Up»                      | Nominados   |
| 2005 | GMA Dove Awards                  | Álbum inspiracional del año                  | Hiding Place                           | Ganadores   |
| 2005 | GMA Dove Awards                  | Canción de adoración del año                 | «I Bless Your Name»                    | Nominados   |
| 2006 | GMA Dove Awards                  | Canción inspiracional del año                | «All My Praise»                        | Nominados   |
| 2006 | GMA Dove Awards                  | Álbum inspiracional del año                  | Greatest Hymns                         | Nominados   |
| 2006 | GMA Dove Awards                  | Canción de adoración del año                 | «Be Thou My Vision»                    | Nominados   |
| 2006 | GMA Dove Awards                  | Álbum de evento especial del año             | WoW Christmas Green                    | Nominados*  |
| 2007 | GMA Dove Awards                  | Canción del año                              | «Bless The Broken Road»                | Nominados   |
| 2007 | GMA Dove Awards                  | Canción pop/contemporánea del año            | «Bless The Broken Road»                | Nominados   |
| 2007 | GMA Dove Awards                  | Canción inspiracional del año                | «Glory»                                | Nominados   |
| 2007 | GMA Dove Awards                  | Álbum inspiracional del año                  | Bless The Broken Road: The Duets Album | Ganadores   |
| 2008 | GMA Dove Awards                  | Grupo del año                                | Selah                                  | Nominados   |
| 2008 | GMA Dove Awards                  | Canción inspiracional del año                | «Be Thou Near To Me»                   | Nominados   |
| 2010 | GMA Dove Awards                  | Canción inspiracional del año                | «Hosanna»                              | Nominados   |
| 2010 | GMA Dove Awards                  | Álbum inspiracional del año                  | You Deliver Me                         | Nominados   |
| 2010 | GMA Dove Awards                  | Canción de adoración del año                 | «Hosanna»                              | Nominados   |
| 2011 | GMA Dove Awards                  | Canción inspiracional del año                | «You Deliver Me»                       | Nominados   |
| 2012 | GMA Dove Awards                  | Canción inspiracional del año                | «Hope of the Broken World»             | Ganadores   |
| 2012 | GMA Dove Awards                  | Álbum inspiracional del año                  | Hope of the Broken World               | Ganadores   |
| 2012 | GMA Dove Awards                  | Álbum de evento especial del año             | Music Inspired by "The Story"          | Ganadores** |
| 2013 | GMA Dove Awards                  | Canción inspiracional del año                | «It Must Be You (Moses)»               | Nominados   |
| 2014 | GMA Dove Awards                  | Canción inspiracional del año                | «You Amaze Us»                         | Ganadores   |
| 2015 | GMA Dove Awards                  | Canción inspiracional del año                | «More And More Of You»                 | Nominados   |
| 2015 | GMA Dove Awards                  | Álbum inspiracional del año                  | You Amaze Us                           | Nominados   |
| 2005 | BMI Christian Music Awards       | Una de las canciones AC más sonadas          | «You Raise Me Up»                      | Ganadores   |
| 2005 | BMI Christian Music Awards       | Una de las canciones más sonadas de la radio | «You Raise Me Up»                      | Ganadores   |
| 2012 | About.com Readers' Choice Awards | Mejor artista inspiracional                  | Selah                                  | Nominados   |

* Junto a otros artistas. 

** La nominación correspondió a Todd Smith, junto a otros artistas.